# Vintarovci
Vintarovci – wieś w Słowenii, w gminie Destrnik. W 2018 roku liczyła 374 mieszkańców.